# شون تيري
شون تيري (1 أغسطس 1991 في المملكة المتحدة - ) (بالإنجليزية: Sean Terry)‏ هو لاعب كريكت بريطاني. شارك مع منتخب أيرلندا للكريكت. أما مع النوادي، فقد لعب مع نادي مقاطعة هامبشاير للكريكت ‏ ونادي مقاطعة نورثامبتونشير للكريكت ‏.

## وصلات خارجية
- شون تيري على موقع إي آس بي آن كريك إنفو (الإنجليزية)